# Holendrecht
Le Holendrecht est une rivière néerlandaise traversant l'ouest du pays sur une longueur de 2,5 km, marquant la délimitation entre les provinces d'Utrecht et de Hollande-Septentrionale, respectivement les communes de De Ronde Venen et d'Ouder-Amstel.

## Géographie
La rivière relie le Gein et l'Angstel (Abcoudermeer), au nord d'Abcoude, au carrefour du Waver et du Bullewijk. Là où le Holendrecht passe sous l'autoroute A2 est situé l'échangeur éponyme. Le Holendrecht donne également son nom à un quartier et une gare ferroviaire dans la commune d'Amsterdam, ainsi qu'à la station du métro d'Amsterdam — lignes 50 et 54 — desservant la gare.

## Source
- (nl) Cet article est partiellement ou en totalité issu de l’article de Wikipédia en néerlandais intitulé « Holendrecht » (voir la liste des auteurs).